# Orhan Kaynak
Orhan Kaynak, auch bekannt als Küçük Orhan (* 1. März 1970 in Ceyhan, Provinz Adana), ist ein ehemaliger türkischer Fußballspieler und -trainer. Er gehört einer Fußballerfamilie an die im türkischen Fußball als Kayhan Kardeşler bekannt ist. Seine fünf Brüder Reşit Kaynak, Kayhan Kaynak, İrfan Kaynak, İlhan Kaynak und Ayhan Kaynak waren ebenfalls im Profifußball aktiv, wobei die beiden erstgenannten sogar mehrmalige Nationalspieler waren.

## Spielerkarriere

### Verein
Kaynak begann seine professionelle Fußballerkarriere 1987 bei Adanaspor, wo er bis 1990 aktiv war. In der Saison 1991–92 spielte er für Samsunspor. Seine erfolgreichste Zeit hatte er in der Saison 1993/94 bei Trabzonspor. Er wechselte in der Saison 1995/1996 zu Beşiktaş Istanbul, wo ihm der Durchbruch nicht gelang. 1997/98 spielte Kaynak für Kocaelispor und seine Leistungen waren stetig steigend. Im Jahre 2001 wechselte Kaynak zum griechischen Erstligisten Skoda Xanthi, wo er sich erneut nicht durchsetzen konnte und nicht einmal auf der Ersatzbank Platz nehmen durfte. Im selben Jahr wechselte er in die türkische 2. Liga zu Istanbul Büyükşehir Belediyespor, wo es ihn erneut nicht lange hielt. Er wechselte nach nur zwei Monaten zu Kayserispor. Nach dem verpassten Aufstieg in die erste türkische Liga (Süper Lig) wechselte er zur Mannschaft von Akçaabat Sebatspor, mit der ihm 2003/04 der Aufstieg gelang, er aber in der Folgesaison wieder absteigen musste. 2005/06 wechselte er erneut zu Kocaelispor. Von 2006 bis 2007 spielte er für Sarıyer SK und beendete am Ende der Saison seine Karriere.

### Nationalmannschaft
Kaynak spielte in den Jahren 1989 bis 1990 sechs Mal für die Türkische U-21-Nationalmannschaft und erzielte dabei ein Tor.

## Trainerkarriere
Ein Jahr nach dem Ende seiner Spielerkarriere entschloss sich Kaynak, fortan als Trainer zu arbeiten. Seitdem assistiert er Rıza Çalımbay, seinem Mannschaftskapitän aus seiner Zeit bei Beşiktaş Istanbul, bei all seinen Trainerstationen als Co-Trainer. Seit Sommer 2017 arbeitet er bei Zweitligist Adana Demirspor.
Seine Cheftrainerkarriere begann er im März 3018 mit der Tätigkeit beim Drittligisten Sarıyer SK. Zur Saison 2018/19 übernahm er den Zweitligisten Elazığspor.

## Erfolge
Mit Adanaspor
- Meister der TFF 1. Lig und Aufstieg in die Süper Lig: 1987/88

Mit Samsunspor
- Meister der TFF 1. Lig und Aufstieg in die Süper Lig: 1992/93

Mit Trabzonspor
- Türkischer Vizemeister: 1995/96
- Türkischer Pokalsieger: 1994/95
- Präsidentenpokalsieger: 1995

Mit Beşiktaş Istanbul
- Türkischer Vizemeister: 1996/97
- TSYD Kupası (6): 1996/97